# James D. Murray
James Dickson Murray (* 2. Januar 1931 in Moffat, Schottland) ist emeritierter Professor für angewandte Mathematik an der University of Washington. Murrays Forschungsschwerpunkte liegen in der theoretischen Biologie und hier hauptsächlich in der mathematischen Modellierung ökologischer, medizinischer und psychologischer Zusammenhänge und er hat nicht zuletzt durch sein maßgebliches Werk "Mathematical Biology" Bekanntheit erreicht.
Murray studierte Mathematik an der University of St. Andrews, an der er 1955 bei Andrew Ronald Mitchell promoviert wurde (Rotational flow in fluid dynamics). Außerdem hat er einen Masterabschluss der Universität Oxford (1961), von der er auch 1968 einen Doktorgrad (D.Sc.) erhielt. Er war Professor für mathematische Biologie und Direktor des Centre for Mathematical Biology der Universität Oxford, bevor er Professor an der University of Washington wurde.
1985 war er Ulam Visiting Scholar am Los Alamos National Laboratory und er war unter anderem Gastprofessor an der Universität Florenz (1976), der Tsinghua-Universität in China (1975), der University of Utah (1979), dem Massachusetts Institute of Technology (1979), der Universität Paris (1994 bis 1996), dem Caltech (1983), der Universität Heidelberg (1980) und der Universität Angers (1993).
Er war 1968 Guggenheim Fellow. Er ist Fellow der Royal Society of Edinburgh (1979) und der Royal Society (1985). 2000 wurde er auswärtiges Mitglied der Académie des sciences. 1989 erhielt er den Naylor-Preis. 1991 bis 1994 war er Präsident der European Society for Mathematical and Theoretical Biology.
Er ist mehrfacher Ehrendoktor (St. Andrews 1994, University of Strathclyde 1999, Universität Mailand 2004, University of Waterloo 2006) und Ehren-Fellow des Corpus Christi College in Oxford (2000).
Privat interessiert er sich für Kunstgeschichte speziell des Mittelalters und besucht regelmäßig Frankreich.

## Ausgewählte Publikationen
- Mathematical Biology. 3rd edition in 2 volumes: Mathematical Biology: I. An Introduction (551 pages) 2002; Mathematical Biology: II. Spatial Models and Biomedical Applications (811 pages) 2003 (second printings 2004).
- On the mechanochemical theory of biological pattern formation with application to vasculogenesis. Comptes Rendus Acad. Sci. Paris (Biologies) 326: 239-252, 2003.
- On the use of quantitative modeling to help understand PSA dynamics and other medical problems (with K.R. Swanson and L.D. True). Amer. J. Clin. Pathol., 119(1):14-7, 2003
- Virtual and real brain tumors: using mathematical modeling to quantify glioma growth and invasion (with K.R. Swanson, C. Bridge, and E.C. Alvord), Journal of the Neurological Sciences, 216(1):1-10, 2003.
- Virtual brain tumors (gliomas) enhance the reality of medical imaging and highlight inadequacies of current therapy (with K.R. Swanson and E.C. Alvord). British J. Cancer 86: 14-18, 2002. [Abstracted for inclusion in the 2003 Yearbook of the Institute of Oncology]
- Pattern formation, biological. In: The Handbook of Brain Theory and Neural Networks (ed. M.A. Arbib) pp. 851-859, MIT Press, Cambridge, 2002.
- The Mathematics of Marriage: Dynamic Nonlinear Models (with J.M. Gottman, C. Swanson, R. Tyson, and K.R. Swanson). MIT Press, Cambridge, MA, 2002.
- A mathematical model for the dynamics of serum prostate specific antigen as a marker for cancerous growth (with K.R. Swanson, D. Lin, L. True, K. Buhler and R. Vassella). Amer. J. Pathol. 158(6): 2195-2199, 2001.